# Xã Lakeside, Quận Cottonwood, Minnesota
Xã Lakeside (tiếng Anh: Lakeside Township) là một xã thuộc quận Cottonwood, tiểu bang Minnesota, Hoa Kỳ. Năm 2010, dân số của xã này là 237 người.